# 451023-0637
451023-0637 är den svenska titeln på ett musikalbum av Kim Larsen, som i Danmark gavs ut under titeln 231045-0637. Albumet gavs ut 1979 och spelades in i Sweet Silence Studio 1979. Albumtiteln på danska är Larsens personnummer, och albumtiteln anpassades till personnumrens olika utseende vid utgivning i Danmark respektive Sverige.

## Låtlista
1. Moderne tider
2. Dagen før
3. 682A
4. Blip-Båt
5. Ud i det blå
6. Forever young
7. Sikken en følelse
8. Køb bananer
9. Tutta
10. Ole's fjerner
11. Monkeymand
12. De blå sirener

## Producerades av
Nils Henriksen

## Medverkande
- Henning Pold - Bas, sång
- Thomas Grue - Gitarr, sång
- Claus Agerschou - Keyboard
- Ole Madsen - Trummor
- Kim Larsen - Sång, gitarr